# Ladaaba Orchest
Ladaaba Orchest – serbski zespół muzyczny, którego współzałożycielem jest Boris Kovač. Projekt jest zlepkiem muzyki granej na żywo z inscenizacją teatralną. Zespół tworzą muzycy różnych narodowości, grający m.in. na skrzypcach, akordeonie, perkusji, oraz saksofonie.
Do nazwania projektu Ladaaba Orchest (co jest skrótem od La Danza Apocalypsa Balcanica Project) Boris Kovač został zainspirowany operacją Allied Force. Od początku projekt ma antywojenne przesłanie.

## Dyskografia
- Ballads at the End of Time posłuchaj
- Last Balkan Tango
- The Last Balkan Tango – An Apocalyptic Dance Party